# Großes Rhombenkuboktaeder
Das Große Rhombenkuboktaeder (auch Kuboktaederstumpf genannt) ist ein Polyeder (Vielflächner), das zu den archimedischen Körpern zählt. Es setzt sich aus 12 Quadraten, 8 Sechsecken und 6 Achtecken zusammen. Dabei bilden jeweils ein Quadrat, ein Sechseck und ein Achteck eine Raumecke.
Die auf Johannes Kepler zurückgehende Bezeichnung Kuboktaederstumpf ist missverständlich, weil beim Abstumpfen eines Kuboktaeders Rechtecke entstehen, die keine Quadrate sind.
Der zum Kuboktaederstumpf duale Körper ist das Hexakisoktaeder.

## Kartesische Koordinaten
Die Permutationen der kartesischen Koordinaten
{\displaystyle \left(\pm 1,\quad \pm \left(1+{\sqrt {2}}\right),\quad \pm \left(1+2{\sqrt {2}}\right)\right)}
ergeben die Ecken eines großen Rhombenkuboktaeders mit Mittelpunkt im Ursprung und Kantenlänge 2.

## Formeln
| Größen eines Kuboktaederstumpfs mit Kantenlänge a | Größen eines Kuboktaederstumpfs mit Kantenlänge a                                                                            |
| ------------------------------------------------- | --- |
| Volumen                                           | {\displaystyle V=2\,a^{3}\left(11+7{\sqrt {2}}\right)}                                                                       |
| Oberflächeninhalt                                 | {\displaystyle A_{O}=12\,a^{2}\left(2+{\sqrt {2}}+{\sqrt {3}}\right)}                                                        |
| Umkugelradius                                     | {\displaystyle R={\frac {a}{2}}{\sqrt {13+6{\sqrt {2}}}}}                                                                    |
| Kantenkugelradius                                 | {\displaystyle r={\frac {a}{2}}{\sqrt {12+6{\sqrt {2}}}}}                                                                    |
| Flächenwinkel (Oktagon–Hexagon) ≈ 125° 15′ 52″    | {\displaystyle \cos \,\alpha _{1}=-{\frac {1}{3}}{\sqrt {3}}}                                                                |
| Flächenwinkel (Oktagon–Quadrat) = 135°            | {\displaystyle \cos \,\alpha _{2}=-{\frac {1}{2}}{\sqrt {2}}}                                                                |
| Flächenwinkel (Hexagon–Quadrat) ≈ 144° 44′ 8″     | {\displaystyle \cos \,\alpha _{3}=-{\sqrt {\frac {2}{3}}}}                                                                   |
| Eckenraumwinkel = 1,25 π                          | {\displaystyle \Omega =2\pi -\arccos \left(-{\frac {1}{2}}{\sqrt {2}}\right)}                                                |
| Sphärizität ≈ 0,94317                             | {\displaystyle \Psi ={\frac {\sqrt[{3}]{18\,\pi \left(219+154{\sqrt {2}}\right)}}{6\left(2+{\sqrt {2}}+{\sqrt {3}}\right)}}} |